# 近角常観
近角 常観（ちかずみ じょうかん、明治3年4月24日（1870年5月24日） - 昭和16年（1941年）12月3日は、日本の明治～昭和期に活動した真宗大谷派僧侶、宗教家。諡は求道院、諱は常観。

## 経歴
出生から修学期
1870年、滋賀県東浅井郡朝日村（後の湖北町。現在は長浜市）において、真宗大谷派西源寺の住職である近角常随の長男として生まれた。東本願寺経営の育英教校で学び、真宗大谷派僧侶で宗教哲学者の清沢満之と出会った。1889年、 京都府尋常中学校を卒業後、東本願寺派遣の留学生として上京。共立学校を経て、第一高等学校に進学。1894年4月8日、大日本仏教青年会が発足。同会発足時の中心人物は、近角のほか、沢柳政太郎、月見覚了ほかであった。
1895年、帝国大学文科大学哲学科に入学。哲学科では、井上哲次郎に師事した。1896年から1897年にかけて、白川党宗門改革運動に参加するも、挫折し帰京。1897年9月17日、深刻な煩悶の果てに病(筋炎)を得て臥して後に、廻心を体験して信仰を確立。1898年、東京帝国大学を卒業。
仏教者として
1898年10月29日、仏教徒国民同盟会の結成に参加。巣鴨監獄教誨師問題への対策のため活動。1899年1月1日、仏教徒国民同盟会出版部が『政教時報』を創刊（1903年12月8日発行の第107号まで継続）。同1899年5月、仏教徒国民同盟会は「大日本仏教徒同盟会」と改称。同1899年12月9日、第2次山縣内閣は第14回帝国議会貴族院に宗教法案を提出。この法案に対して大日本仏教徒同盟会は近角常観を中心に反対運動を展開し、法案は議決・実現しなかった。
欧州視察(1900-1902年)
1900年3月24日、東本願寺の命により、池山栄吉と共に欧米視察に出発。入れ替わりに清沢満之が常観の留守宅に入り、浩々洞を開始する。1901年4月8日、ベルリンで「花祭り」を挙行。発起人は近角のほか、同時期ベルリンに滞在していた、姉崎正治、藤代禎輔、芳賀矢一、池山栄吉、巖谷小波、窪田重一、倉知鉄吉、松本文三郎、松村松年、美濃部達吉、宮本淑、森孝三、長岡外史、薗田宗恵、玉井喜作、津軽英麿、吉田静致であった。1902年3月24日に帰国。
欧州視察より帰国後
同1902年6月、「求道学舎」を開設し、「日曜講話」を始めた。以降、学舎には阿刀田令造、谷川徹三、亀谷凌雲、木村雄吉、津村重舎 (二代目)らが在籍した。1903年10月8日、『政教時報』第105号に、近角常観「求道会館設立の趣旨を披瀝す」と「求道会館設立趣意書」が掲載された。趣意書の発起人は近角常観、賛助員は48人が名を連ねた。
1904年2月1日、『求道』（求道発行所）を創刊（1922年5月10日発行の第18巻第1号まで継続）。

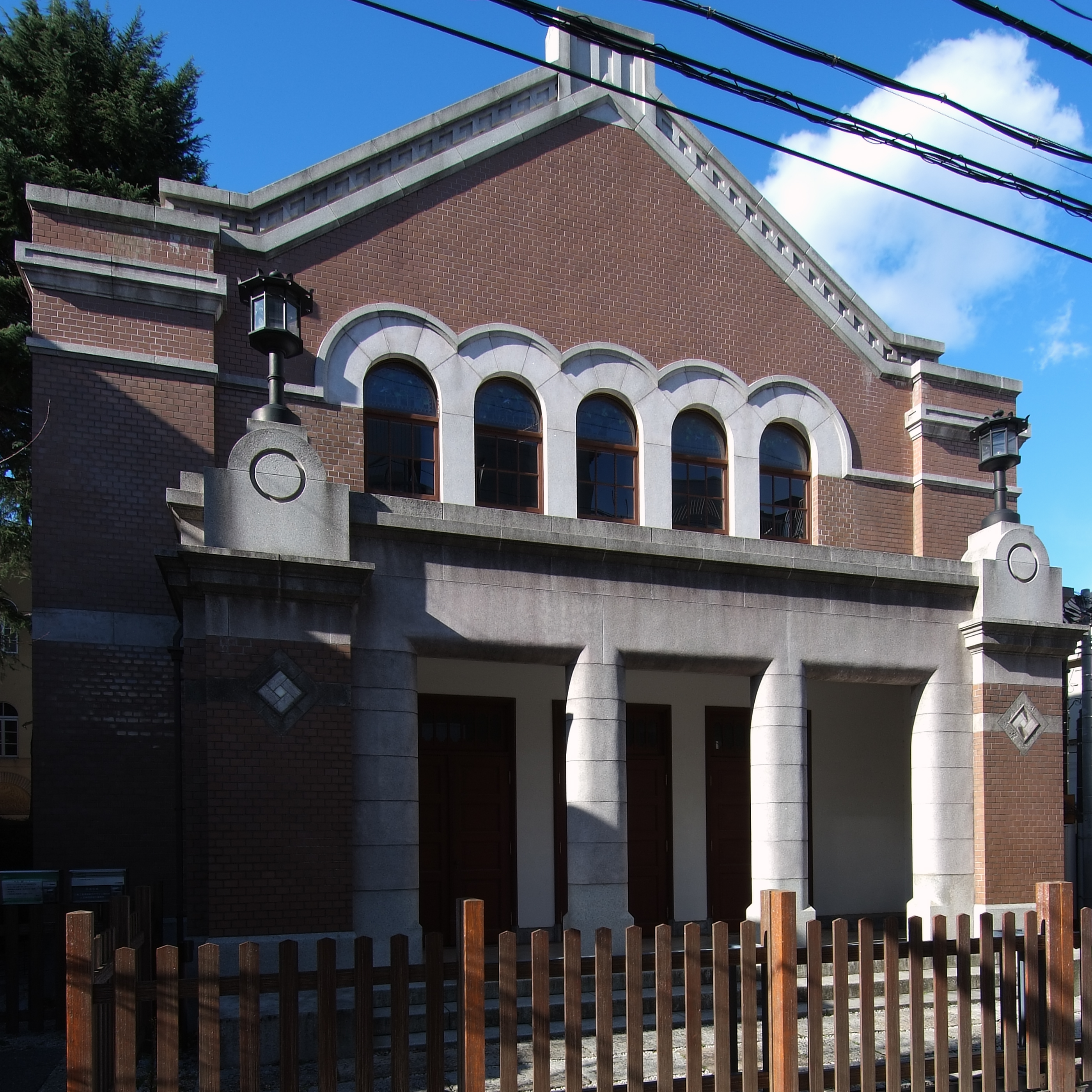
求道会館（東京都指定有形文化財）。近角の信仰を伝えるための仏教の教会堂。50年間閉鎖されていたが有形文化財指定により創建当初の姿に復原され、2002年6月に開館した。裏手には近角が開設した学生寮の求道学舎があり、孫により2006年に集合住宅に改装された。

1915年11月30日、求道会館が完成。発起人総代は、小河滋次郎、柏原文太郎、沢柳政太郎、有田広、長尾収一、大草慧実、西沢善七、荻野仲三郎で、会館は全国各地の信徒・支援からの寄附金のほか、三菱合資会社の桐島像一など財界人からの支援で建設された。会館の設計は武田五一、施工は戸田建設創業者の初代戸田利兵衛が手掛けた。落慶式には、井上円了、高楠順次郎、南条文雄が演説をした。
1927年、第二次宗教法案への反対運動を展開。1928年、法主大谷光演(句仏)をめぐる事件（大谷光演#句仏事件）に際し、大谷派改正宗憲・改正大谷家憲に反対する小冊子を作成して配布。そのため、1929年に真宗大谷派の僧籍を剥奪された（後に復籍）。
1929年、「東本願寺改新有志者大会」を開き、宗門改革を訴えた。1930年1月15日、タブロイド紙『信界建現』（求道発行所）を創刊。
1931年、脳溢血で倒れ、以後は病床生活を送った。1937年8月25日、長男の近角文常が応召。歩兵第101連隊に従軍し、9月19日、上海上陸。1938年10月1日、近角文常は武漢作戦に従軍中、廬山付近にて戦死。享年30。同日付で任陸軍歩兵大尉。1938年11月20日、『信界建現』第61号をもって終刊となる。
1941年12月3日に死去。享年71。

## 思想ならびに活動内容
真宗大谷派西源寺に生まれ、仏教者として活動した。東京本郷の求道学舎と求道会館において学生・知識人を感化。『歎異抄』を中心として、親鸞の精神を説いた。『政教時報』『求道』『信界建現』を創刊し、信仰の普及に努めた。
影響ならびに評価
岩田文昭、碧海寿広らによって近代以降の日本思想史および日本精神史に近角が与えた影響の大きさが再検討されている。

## 家族・親族
- 父：近角常随は真宗大谷派西源寺の住職。
- 長男：近角文常は中国浄土教史研究者。東京帝国大学文学部東洋史学科で学び、応召まで東洋文庫に勤務。1937年に出征し、廬山付近で戦死。

## 著作
著書
- 『『信仰の余瀝』』 - 国立国会図書館
- 『『信仰問題』』 - 国立国会図書館
- 『『懺悔録』』 - 国立国会図書館
- 『『歎異鈔』』 - 国立国会図書館
- 『『親鸞聖人の信仰』』 - 国立国会図書館
- 『『人生と信仰』』 - 国立国会図書館
- 『『信仰の余瀝(訂補10版)』』 - 国立国会図書館
- 『『信仰之余瀝要略』』 - 国立国会図書館
- 『『唯信鈔・唯信鈔文意』』 - 国立国会図書館
- 『『慈光録：求道叢書』第1編』 - 国立国会図書館
- 『『求道と建現：求道講話』第1輯』 - 国立国会図書館
- 『『宗教法案反対来歴』』 - 国立国会図書館
- 『歎異抄愚注』山喜房佛書林 1981

共編著
- 『『釈迦史伝』』 - 国立国会図書館常盤大定・近角常観・吉田賢竜著、安藤正純編、森江書店 1904

## 交友があった人物
- 阿刀田令造
- 姉崎正治
- 安藤正純
- 石川成章
- 伊藤左千夫
- 伊藤長七
- 井上円了
- 井上哲次郎
- 巖谷小波
- 岩波茂雄
- 小野清一郎
- 貝島太市
- 柏原文太郎
- 嘉村礒多
- 亀谷凌雲
- 紀平正美
- 清沢満之
- 久保猪之吉
- 佐伯定胤
- 島地大等
- 清水澄
- 下田次郎
- 末広恭二
- 杉村広太郎
- 高田早苗
- 武田五一
- 武内義範
- 谷川徹三
- 津村重舎 (二代目)
- 土井晩翠
- 乗杉嘉寿
- 八田三喜
- 林博太郎
- 松井茂
- 三木清
- 三井甲之
- 宮沢政次郎・宮沢トシ[注釈 3]
- 村上義一
- 村上専精